# フリッパー (1996年の映画)
『フリッパー』（Flipper）は、1996年のアメリカ映画。テレビシリーズ『わんぱくフリッパー』及び映画『フリッパー』のリメイク映画。サンディの父親ポーターが伯父になっている、環境問題がとりいれられる、などの改変が施された。

## ストーリー
14歳の少年サンディは両親が離婚したため、フロリダ州の小さな島で漁師をしている伯父ポーターのもとに預けられる。ある日、島のならず者ダークがイルカにライフルを発射しているのを見たサンディは子供のイルカを逃がす。その後、サンディの前に現れるようになったこのイルカをサンディはフリッパーと名付け、仲良くなっていった。

## キャスト
括弧内は日本語吹替
- サンディ・リックス - イライジャ・ウッド（高山みなみ）
- ポーター・リックス - ポール・ホーガン（羽佐間道夫）
- ダーク・モラン - ジョナサン・バンクス（谷口節）
- キャシー - チェルシー・フィールド（榊原良子）
- キム - ジェシカ・ウェッソン（大谷育江）
- マーヴィン - ジェイソン・フックス（こおろぎさとみ）
- バック - アイザック・ヘイズ（郷里大輔）
- トミー - ビル・ケリー（塚田正昭）

## スタッフ
- 監督・脚本：アラン・シャピロ
- 製作総指揮：ランス・フール
- 製作：ジェームズ・J・マクナマラ、ペリー・カッツ
- 音楽：ジョエル・マクニーリー
- 撮影：ビル・バトラー
- 編集：ペック・プライアー